# Phil Traill
Phil Traill (n. 6 de junio de 1973, Nueva Jersey, Estados Unidos) es un director, guionista y productor estadounidense. Ha dirigido películas como la comedia All About Steve (2009).

## Biografía
Phil Traill nació el 6 de junio de 1973 en Nueva Jersey, Estados Unidos, pero creció en Londres, Inglaterra. Se graduó en la Newcastle University en 1995, después de dicha graduación estuvo trabajando para las principales compañías televisivas de Inglaterra, incluyendo la prestigiosa cadena BBC.
Después de dirigir y escribir cuatro cortometrajes posteriormente premiados, Phil apareció en la portada de la revista Screen International como uno de los "nuevos y más excinatantes nuevos talentos emergentes de la indistria cinematográfica de Inglaterra. El artículo, Stars of Tomorrow, elogio el "glorioso sentido del humor de Phil" añadiendo que "su trabajo tiene algo de Charlie Kaufman". Actualmente su residencia está fijada en la ciudad de Los Ángeles, California.

## Carrera
Phil Traill ha dirigido numerosos episodios de series de televisión exitosas como Worst Week (2009), Kath y Kim (2009), My Boys (2009) o Cougar Town (2009), protagonizada por Courtney Cox. Su saltó al cine se produjo con la comedia All About Steve (2009) protagonizada por Sandra Bullock, Thomas Haden Church y Bradley Cooper. La película fue duramente recibida por la crítica y recibió 5 nominaciones a los Razzie, incluyendo peor película y peor director; ganando en la categoría de peor actriz y peor pareja para Sandra Bullock y Bradley Cooper. Después de este estrepitoso fracaso en su salto a la dirección de películas, rodó la comedia Chalet Girl (2010), con Brooke Shields y Bill Nighy.

## Filmografía
- Filmografía destacada en cine.

| Año  | Película        |
| ---- | --------------- |
| 2006 | Opal Dream      |
| 2009 | All About Steve |
| 2010 | Chalet Girl     |
| 2023 | Good Burger 2   |

## Premios
Razzie Awards
| Año  | Categoría     | Película        | Resultado |
| ---- | ------------- | --------------- | --------- |
| 2010 | Peor director | All About Steve | Candidato |